# SR-5
SR-5 — китайская экспортная бикалиберная реактивная система залпового огня от корпорации Norinco. Имеет два типа ракет: 122 мм и 220 мм. Создана под пакетное заряжание через телескопическую раму-пусковую установку. Впервые РСЗО была показана в 2012 году в Париже на выставке Eurosatory 2012. Может быть использована как пусковое устройство тактических ракет. Главной задачей системы является огонь по площадям. РСЗО позволяет использовать пакеты с 122-мм нурсами от системы Град и/или с управляемыми и неуправляемыми 220-мм ракетами. Система допускает использование управляемых 220-мм ракет Shenlong 60 и Dragon 60 с инерциально-спутниковой коррекцией по GPS / INS, либо полуактивной лазерной системой наведения на конечном участке.

## Описание
РСЗО напоминает американскую установку HIMARS, но в отличие от неё может вести огонь двумя типами ракет. Возможность использования двух типов ракет для РСЗО и оперативно-тактических ракет даёт эксплуатирующей её армии беспрецедентную гибкость, упрощение обслуживания и унификацию. Механизированная пакетная загрузка боеприпасов ускоряет перезарядку и упрощает хранение ракет, в отличие от «Град». В 122-мм пакете 20 направляющих. В 220-мм пакете 6 направляющих. Автоматическая перезарядка пакетов занимает 5 минут. Угол подъёма 60°, поворот рамы ±70° в обе стороны. РСЗО может вести огонь залпом и одиночными выстрелами. В боевом положении, на землю опускаются два стабилизатора для устойчивости шасси во время стрельбы. Номенклатура боеприпасов включает в себя управляемые 220-мм ракеты King Dragon 60 GR1 и 122-мм Fire Dragon BRE7 с лазерным наведением и инерциально-спутниковым наведением по GPS / INS. Экипаж состоит из 3 человек.

## Тактико-технические характеристики
- Экипаж: 3
- Калибр, мм: 122 / 220
- Максимальная дальность стрельбы, км: 50 / 70
- Масса, т: 25
- Заряжание: пакетное, механизированное
- Время перезарядки, мин: 5
- Шасси: Taian TA5310
- Диапазон горизонтального обстрела, град.: ±70
- Угол возвышения, град.: 60
- Время развёртывания/свёртывания на огневой позиции, мин: 5 / 1
- Навигационная точность: 0,2 % дальности

## Операторы
- Алжир: 70[3]
- Бахрейн: 4[3]
- Венесуэла: 18 ПУ и 6 ТЗМ.[2]